# Benaocaz
Benaocaz est un village d’Espagne, dans la province de Cadix, communauté autonome d’Andalousie.

## Géographie

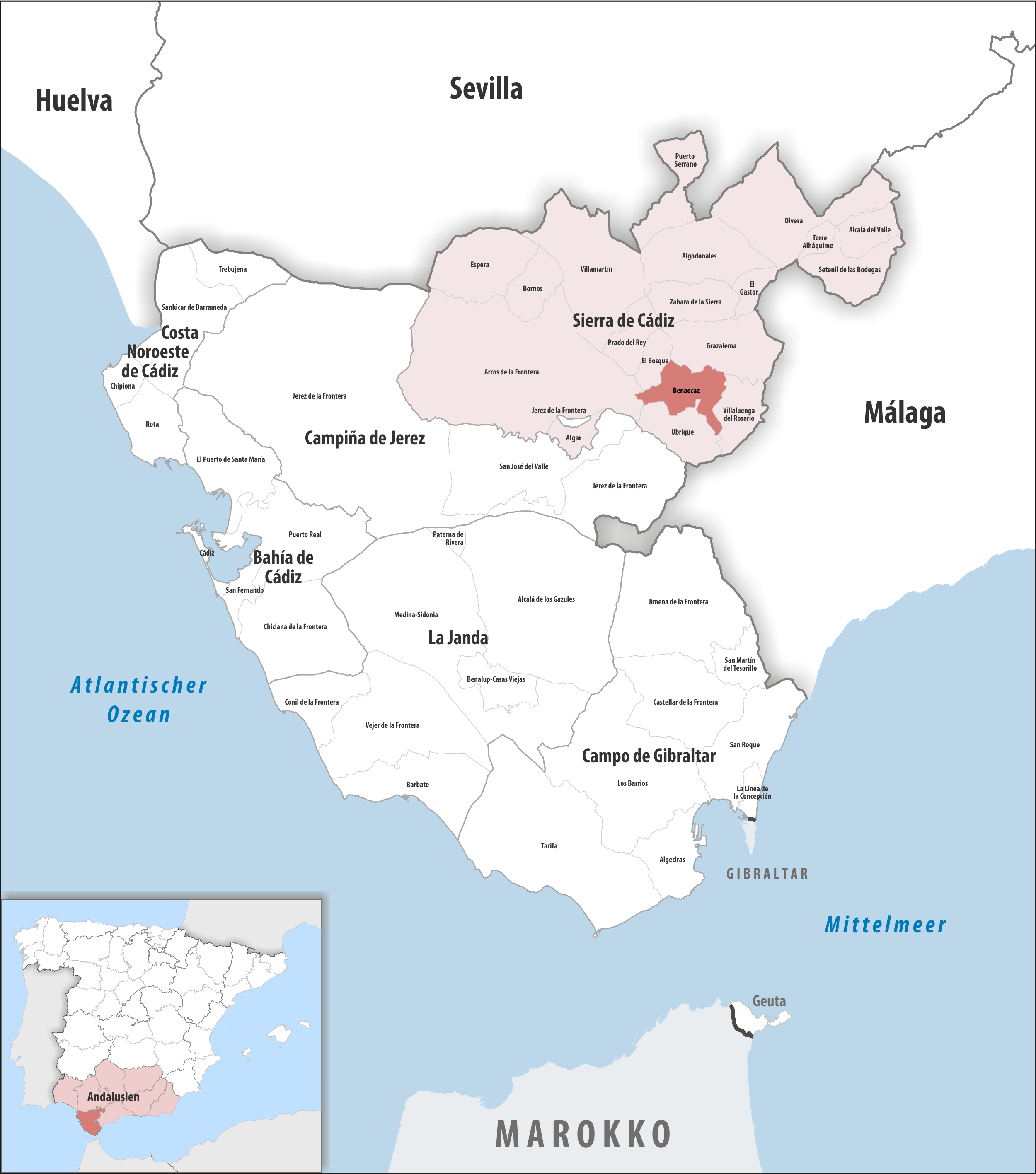
Benaocaz dans la province de Cadix / en Andalousie

### Localisation
La commune de Benaocaz fait partie de la comarque de Sierra de Cadix, province de Cadix.
Malaga est à 141 km à l'est (avec un assez grand détour par le nord-est qui évite les petites routes de montagne passant entre les sommets du parc national de la Sierra de las Nieves) ; 
Gibraltar à 130 km au sud ; 
Jerez de la Frontera à 79 km à l'ouest.
La commune de Benaocaz est tout entière dans le parc naturel de la Sierra de Grazalema, sauf pour la pointe ouest qui inclut le réservoir de Los Hurones (es) (ce dernier n'étant pas inclus dans ce parc naturel). Le parc naturel Los Alcornocales (es) est à moins de 1 km au sud de la commune.

## Histoire

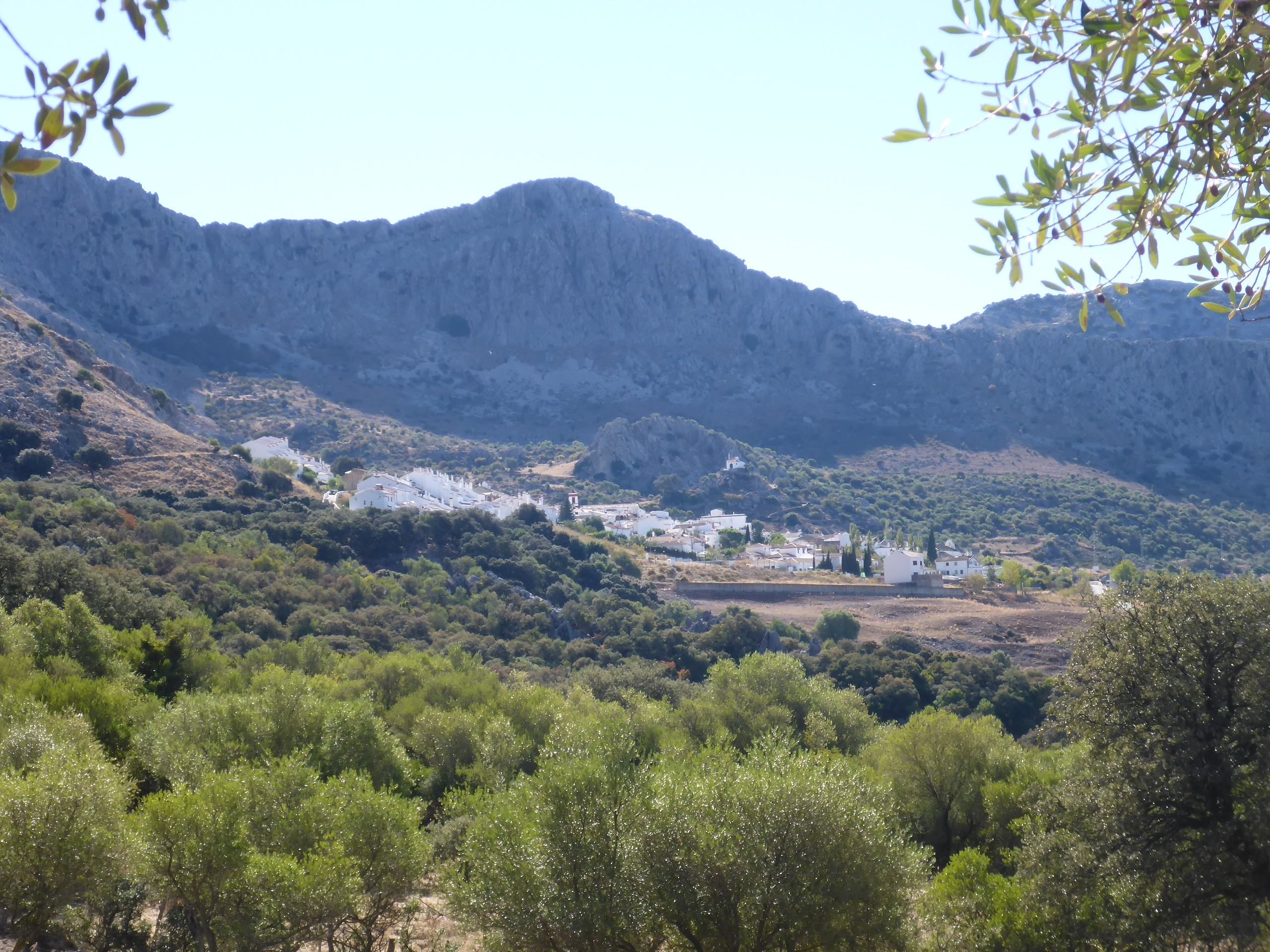
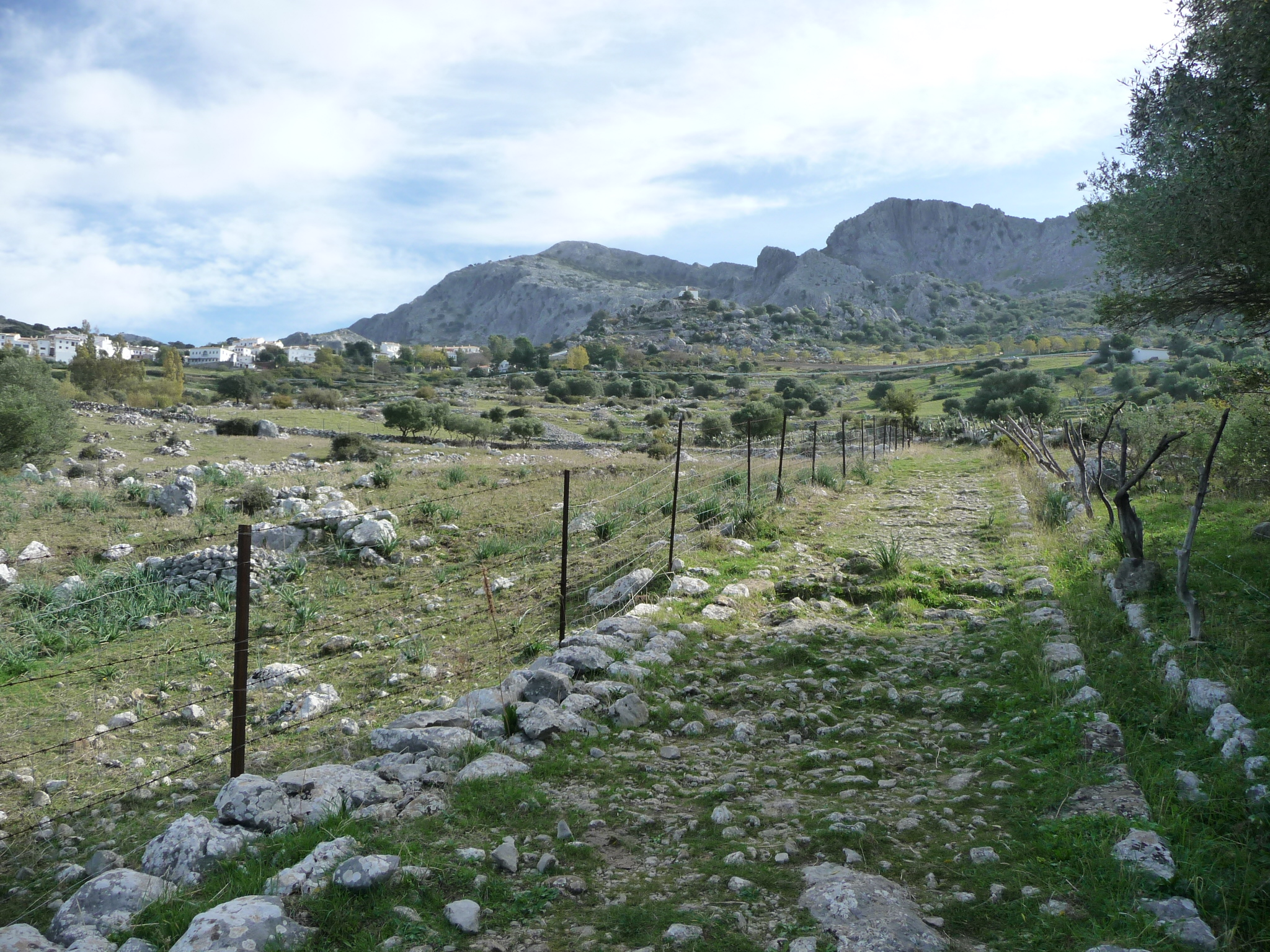
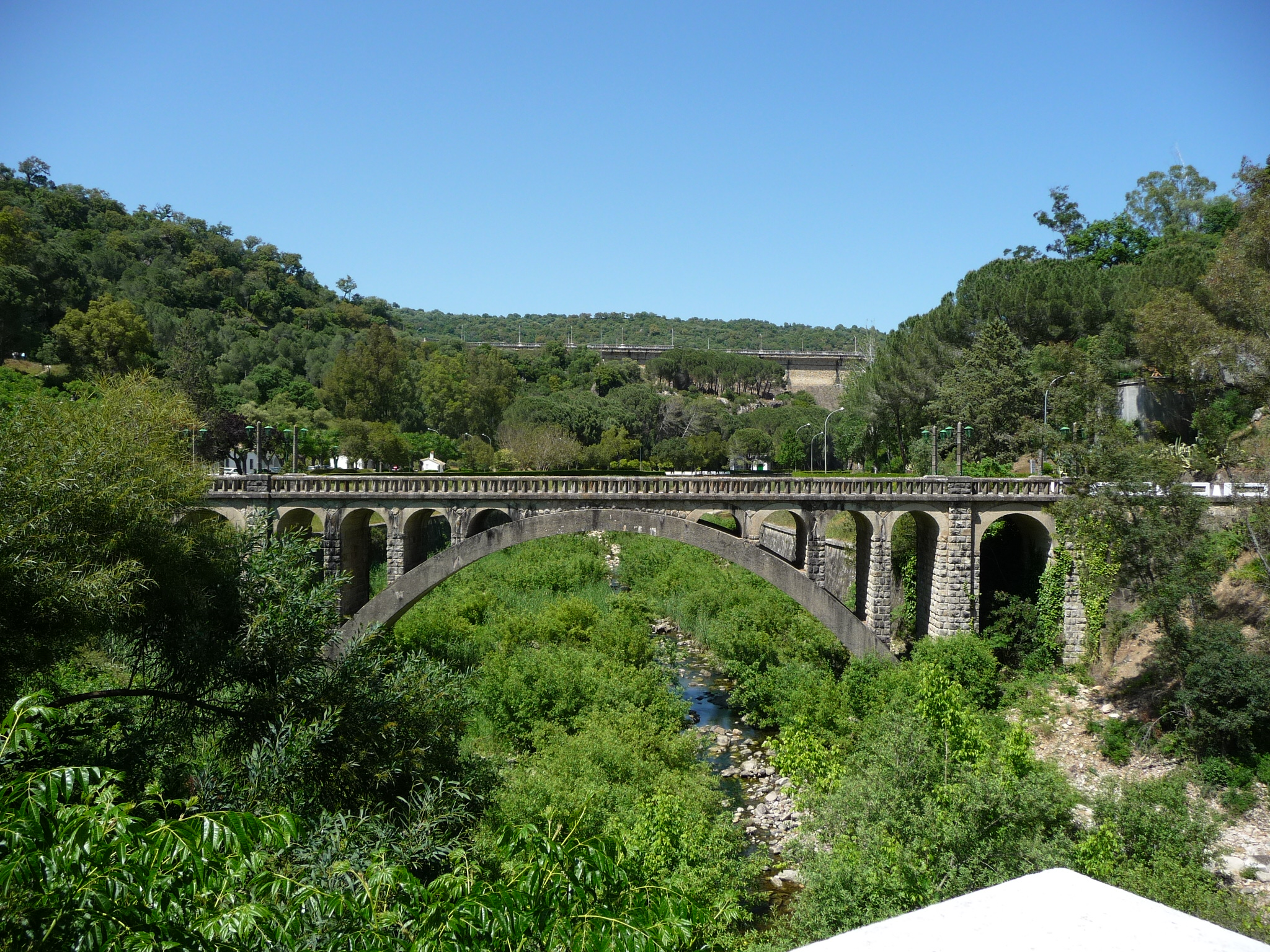
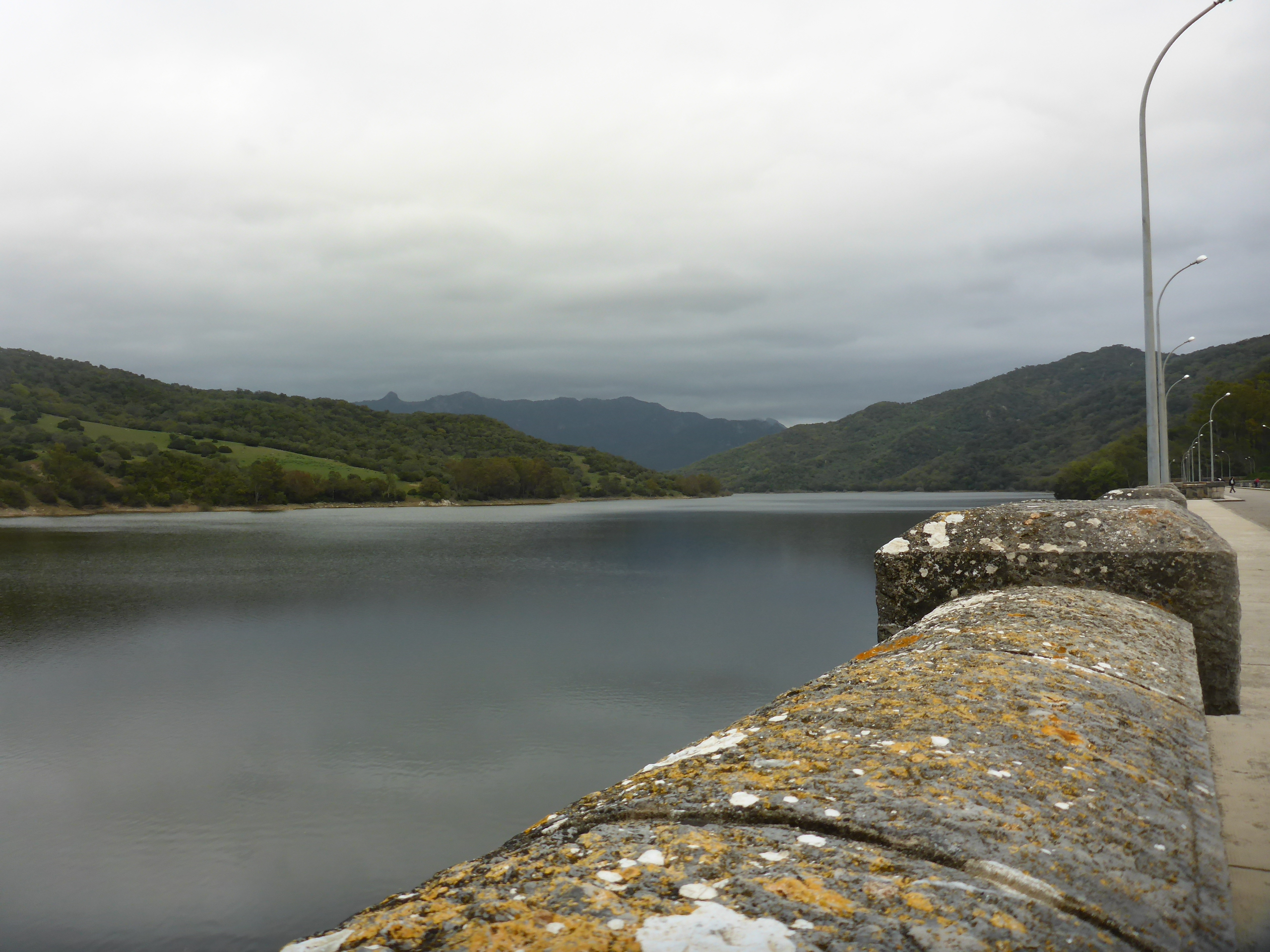

- Réservoir de Los Hurones (es)